# Dolichopus contiguus
Dolichopus contiguus är en tvåvingeart som beskrevs av Walker 1849. Dolichopus contiguus ingår i släktet Dolichopus och familjen styltflugor. Inga underarter finns listade i Catalogue of Life.